# Genianthus hastatus
Genianthus hastatus är en oleanderväxtart som beskrevs av J. Klackenberg. Genianthus hastatus ingår i släktet Genianthus och familjen oleanderväxter. Inga underarter finns listade i Catalogue of Life.